# Rudolf Augstein

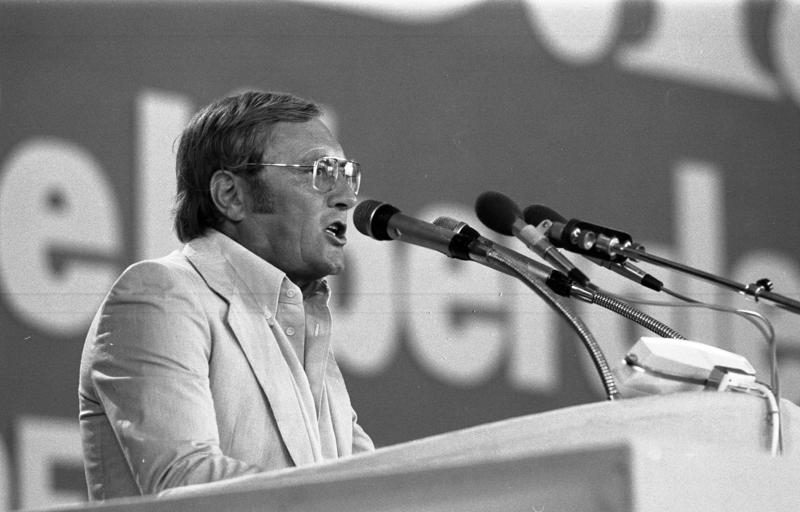
Rudolf Augstein beim FDP-Bundesparteitag 1980

Rudolf Karl Augstein (* 5. November 1923 in Hannover; † 7. November 2002 in Hamburg; Pseudonyme unter anderem Moritz Pfeil oder Jens Daniel) war ein deutscher Journalist, Verleger und Publizist. Im Jahr 1946 gründete er in Hannover das Nachrichtenmagazin Der Spiegel, dessen Herausgeber er bis zu seinem Tode blieb. Er war zudem Geschäftsführer der Spiegel-Verlag Rudolf Augstein GmbH & Co. KG. Von Dezember 1972 bis Januar 1973 war er für die FDP kurzzeitig Mitglied des Deutschen Bundestages. Augstein veröffentlichte Sachbücher und nahm an gesellschaftlichen Debatten teil.

## Leben
Rudolf Augstein wurde 1923 in Hannover geboren. Seine Mutter war Gertrude Maria Augstein, geborene Staaden, und sein Vater Friedrich Augstein, ein ehemaliger Kamerafabrikant (Orionwerk) und Fotokaufmann mit Geschäft in Hannover (Photo Augstein). Rudolf wuchs in einer bürgerlichen katholischen Familie auf und war das zweitjüngste von sieben Kindern (fünf Schwestern, ein Bruder – Josef Augstein, später Rechtsanwalt in Hannover). Als Neunjähriger erlebte er die Machtübernahme der Nationalsozialisten. Seine Eltern sandten ihn 1933 zunächst quer durch die Stadt auf das Kaiserin-Auguste-Viktoria-Gymnasium (die heutige Helene-Lange-Schule) in den Arbeiterstadtteil Linden von Hannover, da diese als wenig nationalsozialistisch beeinflusst galt. Dort lernte er als Mitschüler Uri Avneri kennen.
Als das Gymnasium 1939 zur Mädchenschule wurde, wechselte er zum Ratsgymnasium Hannover, das er 1941 mit dem Abitur verließ. Anschließend absolvierte er ein Redaktionsvolontariat beim Hannoverschen Anzeiger, der späteren Hannoverschen Allgemeinen Zeitung (HAZ).
Ab 1942 war Rudolf Augstein im Arbeitsdienst im Kriegsdienst als Kanonier und Funker, u. a. im russischen Woronesch. Gegen Ende des Zweiten Weltkriegs wurde er als Artilleriebeobachter zum Leutnant der Reserve befördert. Während seiner Dienstzeit erhielt er das Eiserne Kreuz II. Klasse und das silberne Verwundetenabzeichen.
1955 oder 1956 trat Augstein der FDP bei und zog für diese bei der Bundestagswahl 1972 über die Landesliste in Nordrhein-Westfalen ins Parlament ein, legte sein ab Dezember 1972 währendes Mandat jedoch am 24. Januar 1973 wieder nieder.

### Gründer und Macher desSpiegels

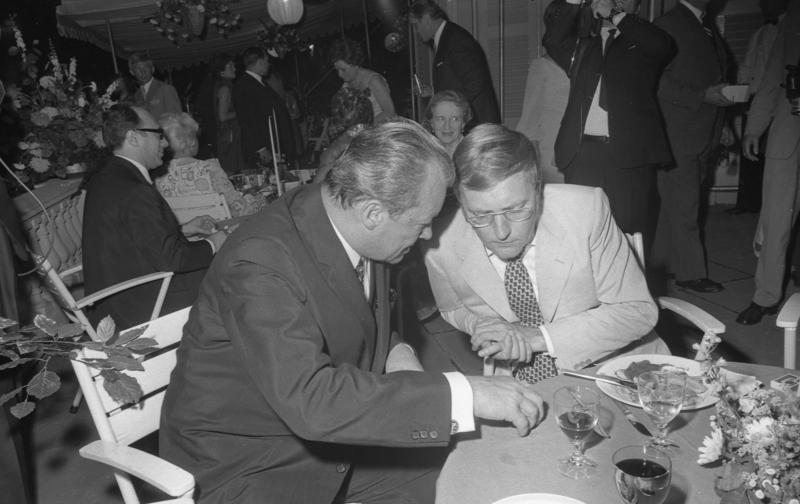
Augstein mit Willy Brandt, 1970

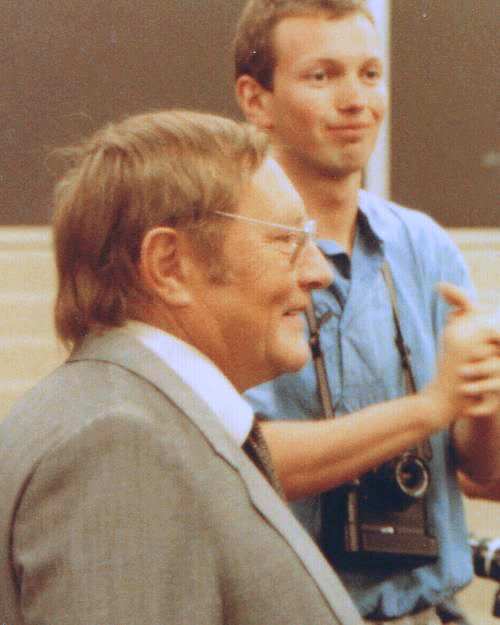
Augstein 1985 in Hamburg anlässlich eines Simultankampfes des Schachweltmeisters Garry Kasparow

Nach Ende des Krieges war Augstein zunächst Redakteur des Hannoverschen Nachrichtenblatts. 1946 wurde er von den britischen Presseoffizieren John Seymour Chaloner, Harry Bohrer und Henry Ormond als Redakteur für ihre Wochenzeitschrift Diese Woche rekrutiert, die sich als Lizenzzeitung am Vorbild der britischen News Review und des amerikanischen Time-Magazins orientieren sollte. Nach nur sechs Ausgaben ordnete das britische Foreign Office aber wegen der Kritik, die im Magazin auch an den Besatzungsmächten geübt wurde, die sofortige Einstellung an. Chaloner erlangte zumindest die Erlaubnis, die Zeitschrift in deutsche Hände zu übergeben. So erwarb Augstein gemeinsam mit dem Fotografen Roman Stempka und dem Redakteur Gerhard Rudolf Barsch in Hannover die Verlegerlizenz. Augstein wurde Chefredakteur und Herausgeber und brachte am 4. Januar 1947 die Erstausgabe des Nachrichtenmagazins unter dem neuen Titel Der Spiegel im Verlagshaus des Anzeiger-Hochhauses in Hannover heraus.

### Frühe Affären
Im Januar 1949 wurde Augstein erstmals für eine Meldung im Spiegel angeklagt, nachdem das Magazin berichtet hatte, dass bei einer Hausdurchsuchung beim Kieler Ex-Agrarminister Erich Arp Fleischbüchsen gefunden worden waren. Augstein wurde vor Gericht freigesprochen.
1952 kam es wegen eines Artikels über Herbert Blankenhorn zur bundesweiten Beschlagnahme der (bereits ausgelieferten) Spiegel-Ausgabe 28/1952. 2007 wurde bekannt, dass Augstein in diesem Zusammenhang in den 1950ern den Staatsrechtler Carl Schmitt, der aufgrund seines Einsatzes für den Nationalsozialismus als „Kronjurist des Dritten Reiches“ bezeichnet wurde, um juristischen Rat für eine Verfassungsbeschwerde ersuchte und auch eine Zeit lang eine Korrespondenz mit ihm unterhielt. Das Verfahren endete im September 1955 mit einem Vergleich.
1950 stellte Augstein mit Georg Wolff und Horst Mahnke zwei ehemalige SS-Hauptsturmführer ein, die später leitende Funktionen in der Redaktion innehatten. Laut den Memoiren von Wolff war Augstein dessen Vergangenheit bekannt. Beim Einstellungsgespräch wurde lediglich die Frage gestellt, ob dieser Juden erschossen habe. Als Wolff dies verneinte, wurde er eingestellt.

### Spiegel-Affäre
Als der Spiegel in Ausgabe 41/1962 unter dem Titel „Bedingt abwehrbereit“ einen Artikel veröffentlichte, der Verteidigungsminister Franz Josef Strauß kritisierte, besetzte die Polizei – auf Betreiben von Strauß – am 26. Oktober 1962 die Redaktionsräume und nahm in der Folge Augstein und sieben andere Mitarbeiter unter Verdacht des Landesverrats fest. Die Festnahmen lösten eine Welle von Protesten aus.
Als die Vorwürfe sich als haltlos erwiesen, erschütterte dies die Ära Adenauer. Am 30. November 1962 wurde Strauß wegen der Affäre zum Rücktritt vom Amt des Verteidigungsministers gezwungen. Adenauer musste einen verbindlichen Termin für seinen Rücktritt nennen. Augstein wurde nach 103 Tagen Untersuchungshaft im Februar 1963 entlassen. Kurz vor seinem Tod empfing Adenauer Augstein noch für ein Gespräch.

### Verurteilung
Augstein wurde 1979 in der italienischen Stadt Olbia auf Sardinien wegen Rauschgiftbesitzes (40 Gramm Haschisch) zu einer Haftstrafe von 16 Monaten auf Bewährung und einer Geldstrafe von 5.000,- DM verurteilt.

### Buchautor und Wiedervereinigung
Augstein veröffentlichte mehrere Bücher. Von Dezember 1972 bis Januar 1973 saß er für die FDP im Bundestag. 1974 schenkte Augstein 50 Prozent des Unternehmens den Mitarbeitern des Spiegels. 1988 führte er mit dem damaligen Parteichef der KPdSU, Michail Gorbatschow, ein Gespräch über dessen Politik der Perestroika.
Im Herbst 1989 schrieb der damalige Spiegel-Chefredakteur Erich Böhme zehn Tage vor der Maueröffnung einen Kommentar mit dem Kernsatz „Ich möchte nicht wiedervereinigt werden“, in dem er seine Vorbehalte gegen eine Wiedervereinigung formulierte. Augstein, der als Kämpfer für die Wiedervereinigung galt, stellte in der darauf folgenden Ausgabe klar, dass er die Meinung seines Chefredakteurs nicht teilte. In seinem Artikel erklärte er: „Erich Kuby hat mich kürzlich einen Nationalisten genannt, und das bin ich auch. […] Lieber allerdings lasse ich mich als Patrioten bezeichnen, diesen Begriff habe ich in aller Subtilität vor 40 Jahren von Carlo Schmid geerbt.“ In einem Kommentar Anfang 1990 forderte Augstein: „Bitte keinen Friedensvertrag!“ und begründete dies mit der Befürchtung, dass in den Verhandlungen Reparationszahlungen gefordert werden würden und diese wiederum zu nationalistischen Protesten führten: „Wir fürchten die unendliche Dauer der Konferenz, die zu einem Friedensvertrag hinführen soll. De facto würde sie ja dazu dienen, uns allein – ohne Italien, Japan, Österreich, Ungarn und Rumänien – auf die Anklagebank zu setzen, und zwar so lange, bis wir den von allen Seiten gewünschten Geldpressungen zustimmen würden. Was fürchten wir? Die nationalistischen Aufwallungen in unserem Parteiensystem, gegen die wir so machtlos wären wie etablierte Nationen auch.“
1998 kündigte Augstein an, dass er sich 2003 komplett aus dem Spiegel zurückziehen wolle. Am 26. August 2002 schrieb er seinen letzten Kommentar im Spiegel unter dem Titel „Die Präventiv-Kriegstreiber“ über die Irak-Politik von George W. Bush.

### „Sagen, was ist“

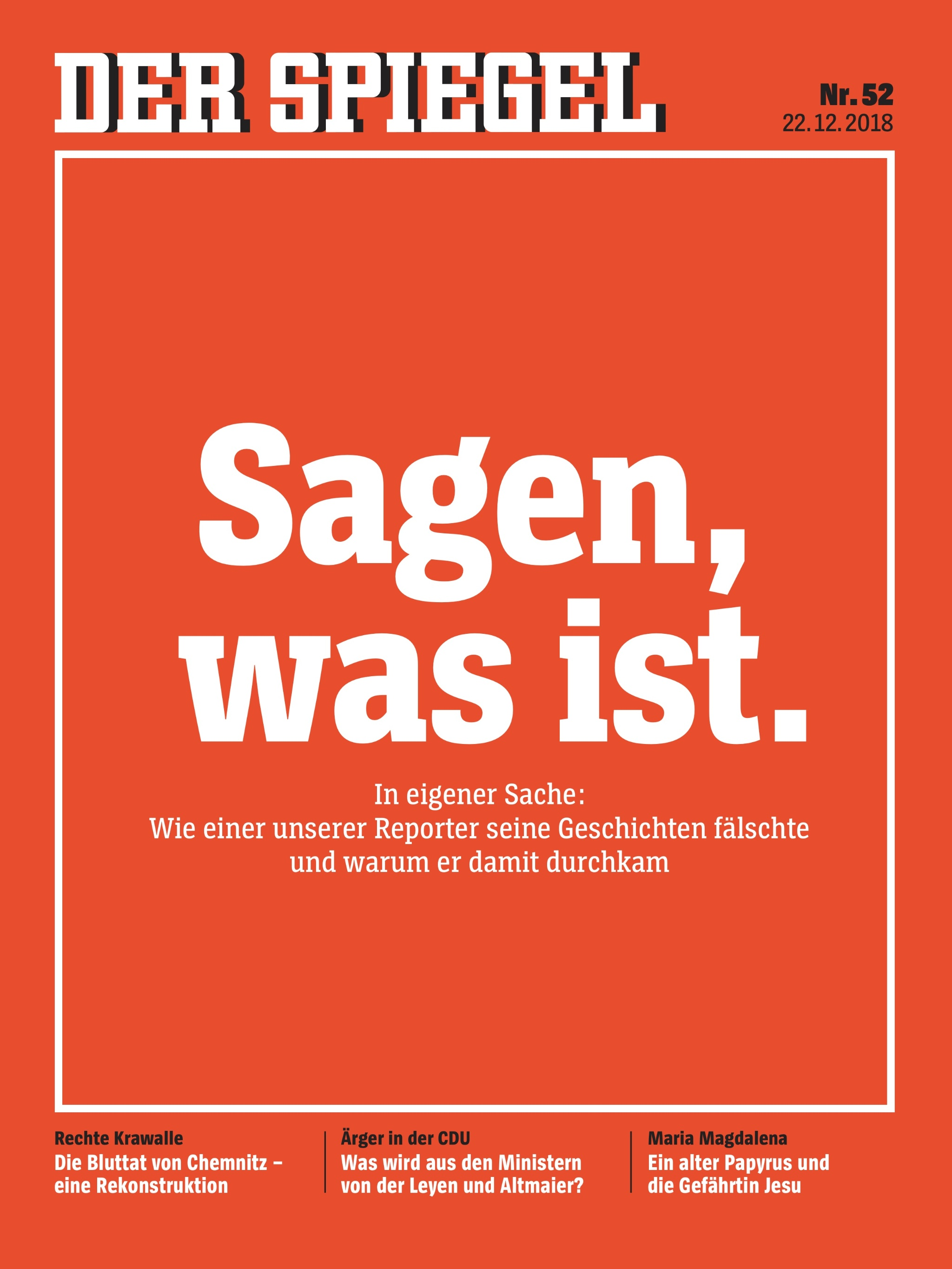
Spiegel-Titel zur Fälschungsaffäre um Claas Relotius, 21. Dezember 2018

Augsteins bekanntestes Zitat lautet „Sagen, was ist“. Es definiert die Aufgabe von Journalisten. Augstein verwendete den Ausspruch zum ersten Mal in einem Editorial im Jahr 1961:
Einer Wahrheit ans Licht zu helfen, die unter der glatten Oberfläche der Volksmeinung schlummert, diese notwendige Wahrheit unangreifbar zu fassen und in 400 000 Exemplaren bis in den hintersten Winkel auf die Reise zu schicken, so daß niemand mehr sagen kann, sie sei ihm nicht zugänglich gewesen, eine Wahrheit, der die etablierten Führer und Meinungsmacher aus Bequemlichkeit und Eigensucht bislang ausgewichen sind – das ist die einzige Möglichkeit für den Journalisten, die Wirklichkeit zu verändern: Er kann sagen, was ist.
Augstein reagierte damit auf die Kritik des Pressesprechers des damaligen Verteidigungsministers Franz Josef Strauß, Gerd Schmückle, an der Titelgeschichte in der Woche zuvor. Augstein verwendete den Satz 1989 nach der friedlichen Revolution in der DDR erneut. Der Ausspruch „Sagen, was ist“ war bereits 1906 von Rosa Luxemburg als Paraphrase eines Ausspruchs von Ferdinand Lassalle 1862 geprägt worden: „Wie Lassalle sagte, ist und bleibt die revolutionärste Tat, ‚das laut zu sagen, was ist‘.“ Die Worte „Sagen, was ist“ hängen in Serifen-Metallbuchstaben im Eingangsbereich des Spiegel-Verlagsgebäudes in der Brandstwiete in Hamburg. Der Ausspruch wurde vom Spiegel auf dem Titelbild einer Ausgabe im Dezember 2018 zitiert, die sich um den Fälschungsskandal von Claas Relotius drehte. Augsteins Sohn Jakob Augstein formulierte die Aufgabe des Kolumnisten im Gegensatz zum Journalisten auf Spiegel Online als „Sagen, was sein soll“.

### Kirche
Augstein wuchs katholisch auf, trat jedoch 1968 aus Protest gegen die Enzyklika Humanae Vitae aus der katholischen Kirche aus, wollte keiner Kirche mehr angehören und blieb zeitlebens ein überzeugter Atheist und scharfer Kirchenkritiker. Augstein „wolle nicht mehr zu einer Kirche gehören, die im Namen Gottes die Pille verbiete, die gegen die Ehescheidung polemisiere und die Wahlen durch Hirtenbriefe beeinflussen wolle“. Der Institution Kirche könne er nur Misstrauen entgegenbringen, da er davon ausging, dass der Schaden, den sie anrichtet, größer sei als ihr sozialer Nutzen.

### Tod

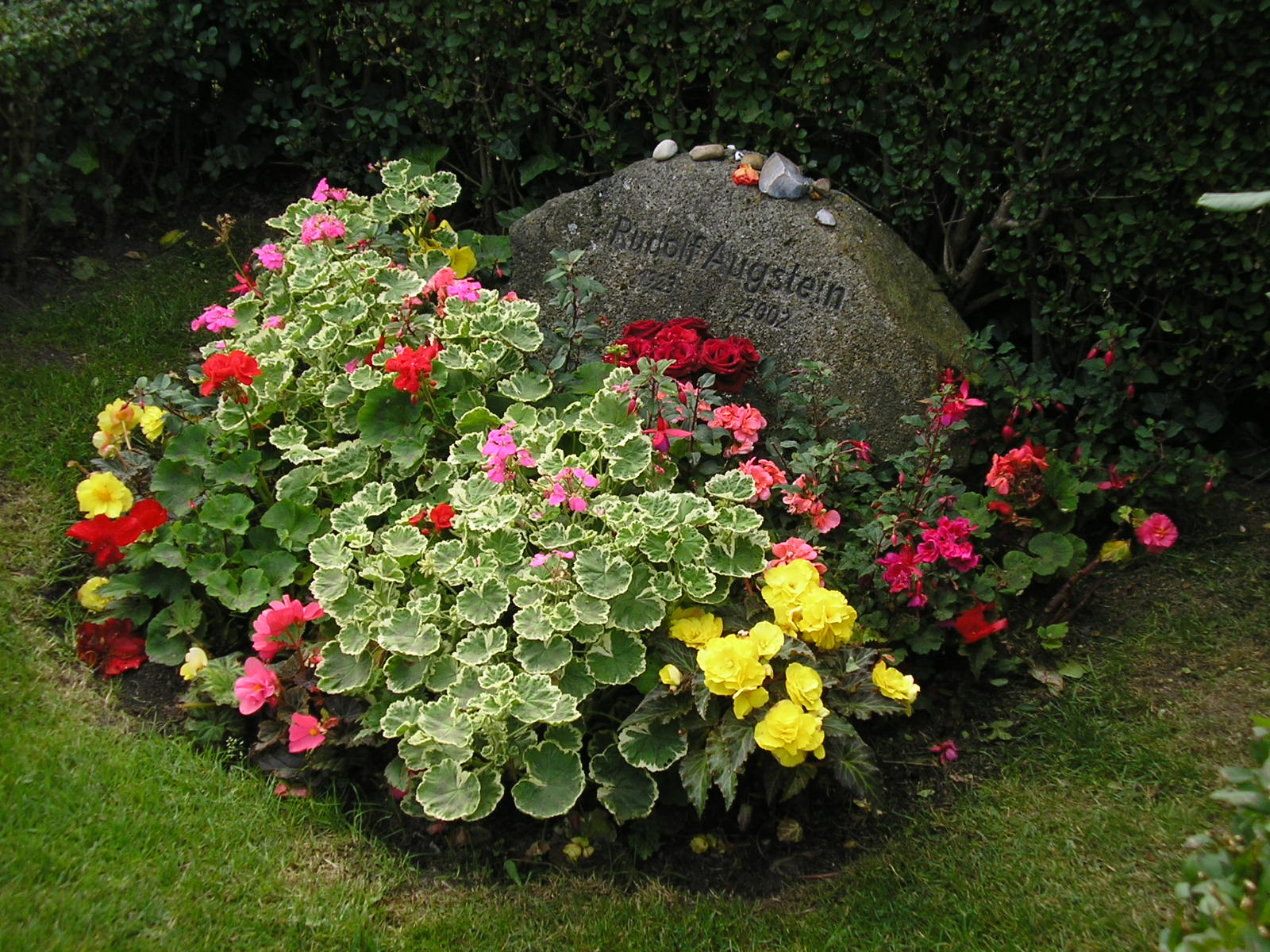
Augsteins Grab auf dem Friedhof Keitum (Sylt)

Rudolf Augstein lebte in Hamburg und starb am 7. November 2002, zwei Tage nach seinem 79. Geburtstag, in Hamburg an den Folgen einer Lungenentzündung. Die Beisetzung fand am 19. November 2002 auf dem Friedhof der evangelisch-lutherischen St. Severin-Kirche in Keitum statt, eine Trauerfeier folgte am 25. November in der Hauptkirche Sankt Michaelis (Hamburg).
Von Konfessionslosen, Freidenkern und Atheisten wurde dies scharf kritisiert und von einer nachträglichen Vereinnahmung Augsteins durch die Kirche gesprochen, die nicht im Sinne des Toten gewesen sei. Der damalige Keitumer Pastor Traugott Giesen bezog dazu Stellung.

## Familie
Augstein war fünfmal verheiratet und hatte drei leibliche Kinder und ein gesetzlich anerkanntes Kind.
- Maria Sabine (* 1949) als männliches Kind von Augstein und seiner ersten Ehefrau, der Journalistin Lore Ostermann geboren. 1977 bekannte Maria Sabine sich als eine der ersten öffentlich zu ihrer „Geschlechtsumwandlung“, im Alter von 28 Jahren zahlte ihr der Vater die geschlechtsangleichende Operation. Die mit der Künstlerin und Fotografin Inea Gukema-Augstein verheiratete Rechtsanwältin trug maßgeblich zur Schaffung des Lebenspartnerschaftsgesetzes (2001) bei und setzt sich aktiv für die Rechte transsexueller, intersexueller und homosexueller Menschen ein.[28]
- In zweiter Ehe war er mit der Journalistin Katharina Luthardt verheiratet.[29]
- Franziska (* 1964) aus der Verbindung Augsteins mit der Übersetzerin Maria Carlsson, seiner späteren dritten Ehefrau, mit der er von 1968 bis 1970 verheiratet war. Sie ist ebenfalls Journalistin und arbeitet für die Süddeutsche Zeitung.
- Jakob (* 1967) ist Augsteins gesetzlich anerkannter Sohn und ebenfalls von Maria Carlsson geboren. Sein leiblicher Vater ist der Schriftsteller Martin Walser. Jakob Augstein ist Eigentümer und Verleger der von ihm 2008 gekauften Wochenzeitschrift Der Freitag und seit 2013 auch Chefredakteur und war von 2011 bis 2018 Kolumnist für Spiegel Online[30].
- Julian Robert (* 1973) ist der Sohn aus vierter Ehe Augsteins mit der Filmproduzentin und Buchautorin Gisela Stelly, mit der er von 1972 bis 1992 verheiratet war. Julian Augstein ist Maler und Volkswirt.
- In fünfter Ehe heiratete Rudolf Augstein am 13. Oktober 2000 in Tondern seine langjährige Lebensgefährtin, die Hamburger Galeristin Anna Maria Hürtgen.[31]

Schon in den 1960er Jahren hatte Rudolf Augstein die Idee, sein Vermögen in eine Stiftung einzubringen. So wurde die Rudolf Augstein Stiftung gegründet, die sich für Menschen in Krankheit und Not sowie für Journalismus und Kunst engagiert. Es handelt sich um eine Stiftung, deren Vorstand ausschließlich Mitglieder der Familie Augstein bilden.
Augstein hatte sieben Geschwister, darunter die promovierte Biologin Ingeborg Villwock (1929–2022) und Josef Augstein (1909–1984).

## Auszeichnungen und Ehrungen
- 1945 Eisernes Kreuz II. Klasse
- 1965 Mitgliedschaft im PEN-Zentrum der BRD
- 1983 Ehrendoktor (Doctor of Letters h. c.) der britischen Universität Bath
- 1987 Ehrendoktor der Bergischen Universität Wuppertal
- 1988 Ehrensenator der Universität Hamburg[33]
- 1990 Besondere Ehrung beim Adolf-Grimme-Preis
- 1993 Ehrenbürgerwürde der Freien und Hansestadt Hamburg
- 1997 Großes Bundesverdienstkreuz
- 1999 Ehrendoktor der Moskauer Hochschule für Auswärtige Beziehungen
- 2000 Titel „Held der Weltpressefreiheit“ (World Press Freedom Hero) des International Press Institute in Wien
- 2000 Titel „Journalist des Jahrhunderts“ von hunderten namhaften Journalisten
- 2001 Ludwig-Börne-Preis, von der gleichnamigen Stiftung in der Frankfurter Paulskirche verliehen
- 2023 Benennung der Rudolf-Augstein-Promenade in Hamburg[34]

## Veröffentlichungen (Auswahl)
- als Jens Daniel: Deutschland ein Rheinbund? Leske Verlag, Darmstadt 1953.
- Spiegelungen. List, München 1964.
- Konrad Adenauer. London 1964.
- Preußens Friedrich und die Deutschen. S. Fischer, Frankfurt am Main 1968.
- Jesus Menschensohn. Bertelsmann, München u. a., 1972; Neuauflage: Hoffmann und Campe, Hamburg 1999, ISBN 978-3-455-11284-9.
- als Hrsg.: Überlebensgroß Herr Strauß. Ein Spiegelbild. Rowohlt, Reinbek 1980, ISBN 3-499-33002-4.
- Rudolf Augstein – Schreiben, was ist. Kommentare, Gespräche, Vorträge. Hrsg. v. Jochen Bölsche. Deutsche Verlags-Anstalt, Stuttgart 2003, ISBN 3-421-05747-8.